# Brachypalpus cyanella
Brachypalpus cyanella is een vliegensoort uit de familie van de zweefvliegen (Syrphidae). De wetenschappelijke naam van de soort is voor het eerst geldig gepubliceerd in 1877 door Osten Sacken.